# Півневе
Півневе — село в Україні, у Рубіжанській міській громаді Сіверськодонецького району Луганської області. Населення становить 74 осіб.

## Постаті
- Горобинський Олександр Сергійович (1993—2014) — український військовик, солдат-кулеметник, учасник війни на Сході України.